# Hrubá Vrbka
Hrubá Vrbka – gmina w Czechach, w powiecie Hodonín, w kraju południowomorawskim. Według danych z dnia 1 stycznia 2013 liczyła 647 mieszkańców.